# Georg Simon Ohm
Georg Simon Ohm (16. března 1789 Erlangen – 6. července 1854 Mnichov) byl německý fyzik.

## Životopis
Narodil se 16. března 1789 v Erlangenu v Bavorsku v protestantské rodině jako jedno ze sedmi dětí (pouze tři se dožily dospělosti). Jeho otec mu osobně poskytl solidní vzdělání v matematice, fyzice, chemii a filozofii. V roce 1805 začal navštěvovat univerzitu v Erlangenu. Místo studování však trávil mnoho času na tanečních zábavách a jinou činností než studiem. To velmi zlobilo jeho otce, neboť se nemohl smířit s tím, že jeho syn nevyužívá možností, kterých se jemu nedostalo. Po třech semestrech začal vyučovat matematiku ve Švýcarsku. Toto vyučování trvalo šest let. Mezitím se soukromě vzdělával v matematice. Po této přestávce se vrátil do Erlangenu a 25. října 1811 obdržel doktorát. V roce 1817 začal vyučovat matematiku a fyziku na jezuitské škole v Kolíně nad Rýnem. Tam se začal zabývat výzkumem elektřiny. Roku 1827 vydal svoji práci, ve které formuloval zákon, podle něhož je proud procházející obvodem přímo úměrný elektrickému napětí. Tento zákon – dnes nazývaný jeho jménem – formuluje uvedený vztah tak jednoduše, že zprvu nebyl německými vědci brán vážně. Až když jej v roce 1841 vyznamenala Královská společnost v Londýně za výsledky badatelské práce, se jeho věhlas v Německu rychle rozšířil. Avšak nejen elektřina se stala předmětem jeho zájmu. V roce 1843 uvedl základní principy fyziologické akustiky. Před koncem života byl jmenován profesorem fyziky na mnichovské univerzitě.
Georg Simon Ohm zemřel 6. července 1854 ve věku 65 let v Mnichově, kde je také pohřben na hřbitově Alter Südfriedhof.

## Ocenění
- 1839 – člen-korespondent Pruské akademie věd
- 5. května 1841 – Copleyho medaile udělovaná Royal Society
- 1842 – zahraniční člen Royal Society
- 1845 – zahraniční člen Bavorské akademie věd
- 1850 – řádný člen Bavorské akademie věd
- 1855 – Maxmiliánův řád pro vědu a umění[1]

posmrtně
- v roce 1881 na prvním Mezinárodním elektrotechnickém kongresu byla jeho jménem pojmenována jednotka elektrického odporu Ohm.
- jeho jméno nese asteroid (24750) Ohm a kráter na odvrácené straně Měsíce[2]